# San Miguel de Tucumán

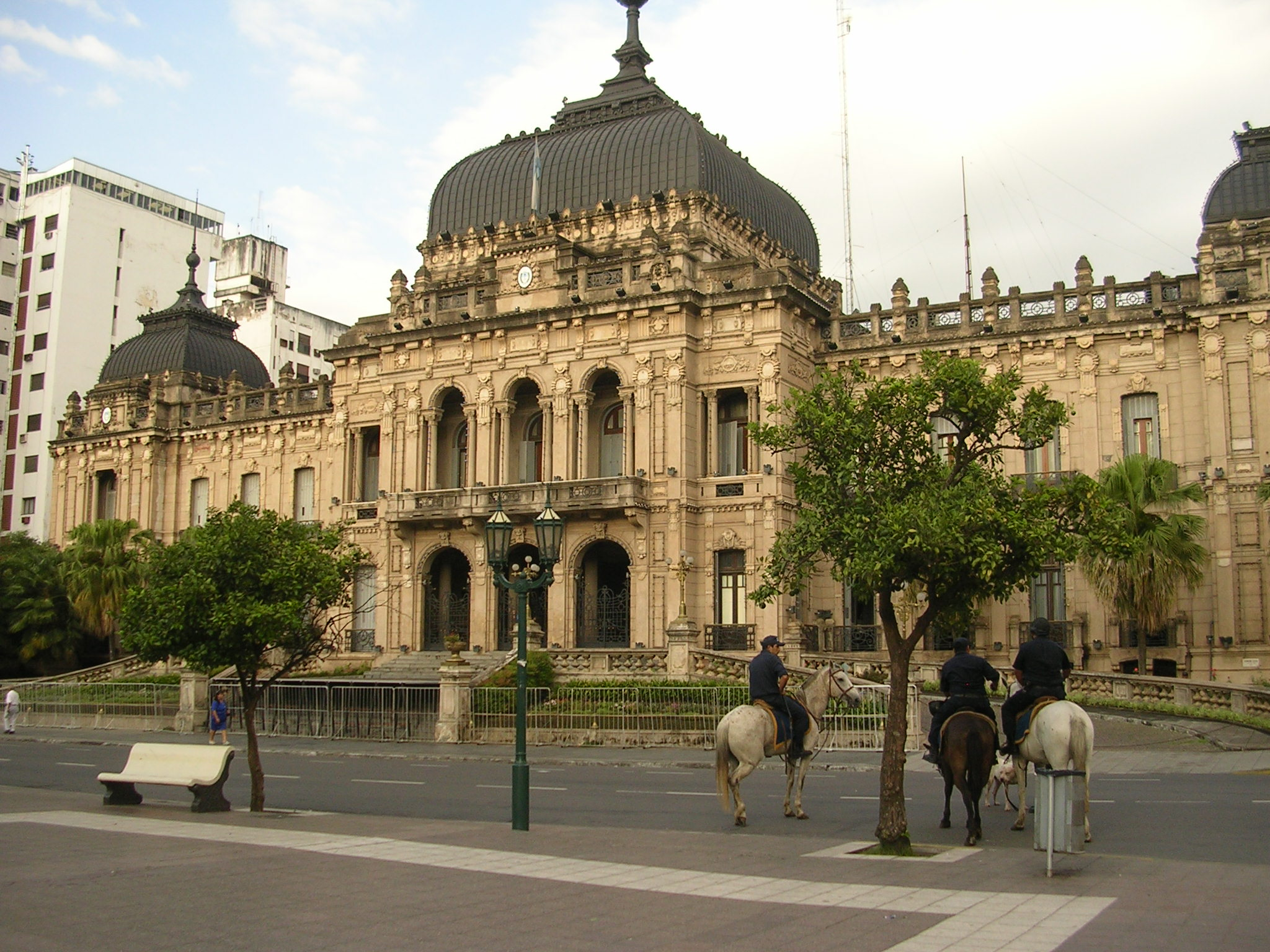
Casa de govern de San Miguel de Tucumán

San Miguel de Tucumán és la capital de la província de Tucumán, situada al nord-oest de l'Argentina a 1.311 km de la ciutat de Buenos Aires. Ocupa una extensió de 91 km² i té una població (2005) de 527.150 persones. És la cinquena ciutat més poblada de l'Argentina i forma part de la conurbació del Gran San Miguel de Tucumán. S'hi va produir la declaració d'independència argentina el 9 de juliol de 1816, ja que era el quarter general dels patriotes argentins.

## Història
La primera fundació de San Miguel de Tucumán va ser el 31 de maig de 1565 per part de Diego de Villarroel en l'anomenat lloc de Ibatín, i el trasllat al lloc de La Toma molt a prop del riu Salí, es va fer el 1685.
El 24 de setembre de 1812 hi va haver la decisiva batalla de Tucumán, les tropes argentines, revoltades contra Espanya, estaven sota el comandament Manuel Belgrano posteriorment amb la batalla de Salta, va fer retrocedir les tropes espanyoles al sud del riu Pilaya.

## Geografia
La ciutat es troba als vessants de les muntanyes de l'Aconquija- una extensió dels Andes a la vora del riu Salí.
El centre de la ciutat es troba a 450 msnm.

### Clima

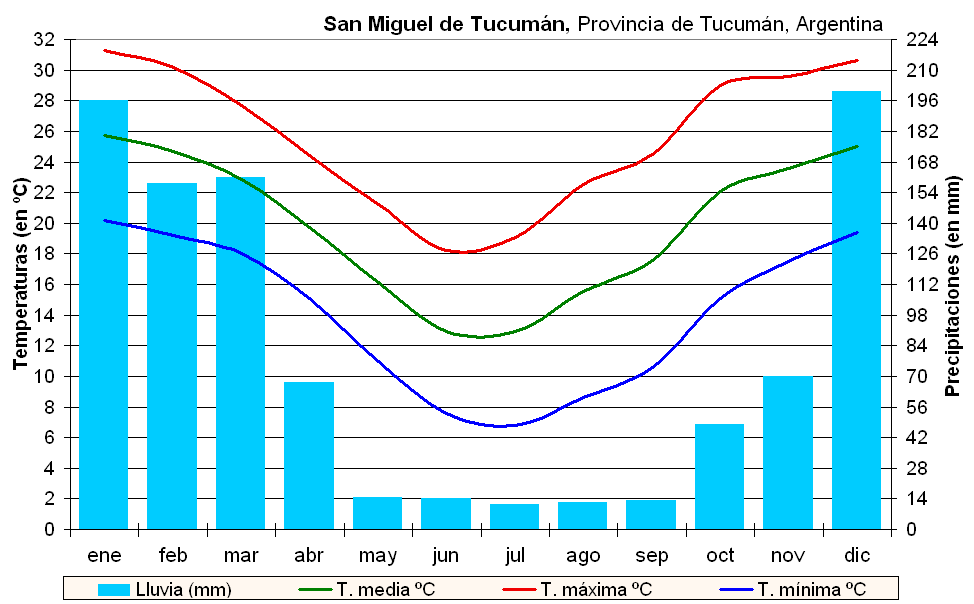
Climograma de Tucumán.

El clima és subtropical amb hiverns frescos però sense neu. Els estius són càlids però moderats pel vent pampero, provinent del sud. La pluviometria és de 800 a 1.000 litres.

### Atractius turístics
- Valle de Choromoros[1]
- Plaza Independencia
- Casa de Gobierno de Tucumán
- Catedral de San Miguel de Tucumán
- Basílica de San Francisco
- Edificio de la Federación Económica
- Edificio del Jockey Club
- Biblioteca Samiento
- Estadio Monumental José Fierro
- Estadio La Ciudadela
- Casa Padilla
- Casa Histórica de la Independencia
- Peatonal Paseo de la Independencia
- Iglesia de Nuestra Señora de La Merced
- Museo de Arte Sacro de San Miguel de Tucumán
- Museo Municipal Juan Carlos Iramain
- Museo Provincial de Bellas Artes Timoteo Navarro
- Casa de las cien puertas
- Museo Folclórico de San Miguel de Tucumán
- Parque 9 de Julio
- Plaza Alberdi
- El ex-Mercado de Abasto
- Cementerio del Oeste
- Mercado del norte
- Funicular de Tucumán

## Economia
L'economia de la ciutat està basada en el comerç i altres serveis a més de l'administració pública. San Miguel de Tucumán té diversos bancs. És un nus de comunicacions i compta amb l'aeroport internacional Benjamín Matienzo. El turisme hi està en augment

## Esport
Com a la resta de l'Argentina el futbol és l'esport més conegut: 
- Club Atlético Tucumán (Actualment en Primera B Nacional)
- Club Atlético San Martín (Actualment en Torneo Argentino A)
- Club Central Norte
- Club Sportivo Guzmán
- Club Tucumán Central
- Club Argentinos del Norte
- Club Atlético Amalia
- Club Atlético All Boys
- Unión Tranviarios Automotor